# Szilvás, Baranya
Szilvás este un sat în districtul Pécs, județul Baranya, Ungaria, având o populație de 164 de locuitori (2011). 

## Demografie
Componența etnică a satului Szilvás
     Maghiari (88,05%)
     Romi (7,55%)
     Germani (2,52%)
     Croați (1,89%)
Componența confesională a satului Szilvás
     Romano-catolici (47,56%)
     Fără religie (15,24%)
     Reformați (4,27%)
     Necunoscută (32,93%)
Conform recensământului din 2011, satul Szilvás avea 164 de locuitori. Din punct de vedere etnic, majoritatea locuitorilor (88,05%) erau maghiari, existând și minorități de romi (7,55%), germani (2,52%) și croați (1,89%). Nu există o religie majoritară, locuitorii fiind romano-catolici (47,56%), persoane fără religie (15,24%) și reformați (4,27%). Pentru 32,93% din locuitori nu este cunoscută apartenența confesională.